# Österreichischer Musiktheaterpreis 2014
Der Österreichische Musiktheaterpreis 2014 war die zweite Verleihung des Österreichischen Musiktheaterpreises. Die Verleihung fand am 17. Juni 2014 im Theater an der Wien statt, moderiert wurde diese von Christoph Wagner-Trenkwitz. 2014 wurde erstmals in Kooperation mit ORF III auch ein Publikumspreis verliehen.

## Preisträger und Nominierte

### Beste weibliche Hauptrolle
- Tatjana Larina – La Traviata (Violetta) – Vorarlberger Landestheater
  - Susan Rigvava-Dumas – Sunset Boulevard (Norma Desmond) – Stadttheater Klagenfurt
  - Patricia Racette – Il trittico (Giorgetta) – Theater an der Wien
  - Rebecca Nelsen – Die Hochzeit des Figaro (Susanna) – Volksoper Wien

### Beste männliche Hauptrolle
- Lars Woldt – Der Wildschütz (Baculus) – Volksoper Wien
  - Martin Winkler – Der Freischütz (Kaspar) – Stadttheater Klagenfurt
  - Wolfgang Koch – Mathis der Maler (Mathis) – Theater an der Wien

### Beste weibliche Nebenrolle
- Johanna Arrouas – Im weißen Rößl (Klärchen) – Bühne Baden / Anna Prohaska – Fidelio (Marzelline) – Theater an der Wien
  - Susanna von der Burg – Stallerhof (Stallerin) – Tiroler Landestheater
  - Anita Götz – Ein Walzertraum (Franzi Steingruber) – Volksoper Wien

### Beste männliche Nebenrolle
- Florian Boesch – Radamisto (Tiridate) – Theater an der Wien
  - Joshua Lindsay – Das schlaue Füchslein (Schulmeister/Dackel) – Tiroler Landestheater
  - Stefan Cerny – Die Hochzeit des Figaro (Bartolo) – Volksoper Wien

### Beste Gesamtproduktion
- Mathis der Maler – Theater an der Wien
  - Manon Lescaut – Oper Graz
  - La Wally – Tiroler Landestheater

### Beste musikalische Leitung
- Bertrand de Billy – Mathis der Maler – Theater an der Wien
  - Dennis Russell Davies – Spuren der Verirrten – Landestheater Linz
  - Michael Boder – Manon Lescaut – Oper Graz

### Beste Regie
- David Pountney – Spuren der Verirrten – Landestheater Linz
  - Damiano Michieletto – L’elisir d’amore – Oper Graz
  - Damiano Michieletto – Il trittico – Theater an der Wien
  - Peter Lund – Frau Luna – Volksoper Wien

### Beste Ausstattung
- Hans Schavernoch (Bühne) und Yan Tax (Kostüme) – Elisabeth – Raimund Theater/Ronacher
  - Rebecca Ringst (Bühne) und Ingo Krüger (Kostüme) – Aufstieg und Fall der Stadt Mahagonny – Oper Graz
  - Sam Madwar (Bühne) und Daria Kornysheva (Kostüm) – Frau Luna – Volksoper Wien

### Beste Ballettproduktion
- Stephan Thoss – Blaubarts Geheimnis – Volksoper Wien
  - Peter Breuer – Marie Antoinette – Salzburger Landestheater
  - Enrique Gasa Valga – Faust – Tiroler Landestheater

### Beste Nachwuchskünstler
- Nadezhda Karyazina – Salzburger Landestheater
  - Nazanin Ezazi – Opernhaus Graz
  - Evgeniya Sotnikova – Stadttheater Klagenfurt
  - Anita Götz – Volksoper Wien

### Lebenswerk
- Edita Gruberová

### ORF-III-Publikumspreis
- Andrè Schuen
  - Elisabeth Kulman
  - Piotr Beczała
  - Angelika Kirchschlager
  - Michael Schade